# 세라제인 레드먼드
세라제인 레드먼드(영어: Sarah-Jane Redmond)는 캐나다의 배우이다. 드라마 《라이프 언익스펙티드》, 《아이좀비》 등에 출연했다.
키프로스에서 태어났다.

## 출연 작품
- 다크 하베스트 (2016년)
- 나인스 라이프 (2016년) - 헬렌 역
- 미스터 미라클 (2014년)
- 퍼제씽 파이퍼 로즈 (2011년)
- 파인딩 어 패밀리 (2011년)
- 트리플 도그 (2010년)
- 라이스 비트윈 프렌즈 (2010년)
- 여대생 클럽 (2009, Sorority Wars)
- 케이스 39 (2009년)
- 엑스 파일: 나는 믿고 싶다 (2008년)
- Taming Tammy (2007)
- 블러드레인 2 (2007년)
- 체이싱 크리스마스 (2005년)
- 청바지 돌려입기 (2005년)
- 더 인비테이션 (2003년)
- 시간의 주름 (2003년)
- 데드 하트 (2002년)
- 헬레이저 6 (2001년)
- 스팟 (2001년)
- 캐머플러지 (1999년)
- 제3의 제국 (1999년)
- 크레들베이 (1998년)

### 텔레비전
- 제3의 눈 (1999)
- 스몰빌 (2001-07)
- 안드로메다 (2003)
- 카일 XY (2006-07)
- 하퍼스 아일랜드 (2009)
- 라이프 언익스펙티드 (2010) - 밸러리 길버트 역
- 트루 저스티스 (2012, True Justice)